# Neoconocephalus aduncus
Neoconocephalus aduncus är en insektsart som först beskrevs av Scudder, S.H. 1878.  Neoconocephalus aduncus ingår i släktet Neoconocephalus och familjen vårtbitare. Inga underarter finns listade i Catalogue of Life.